# Descente aux Enfers (Jésus)
Pour les articles homonymes, voir Descente aux Enfers.

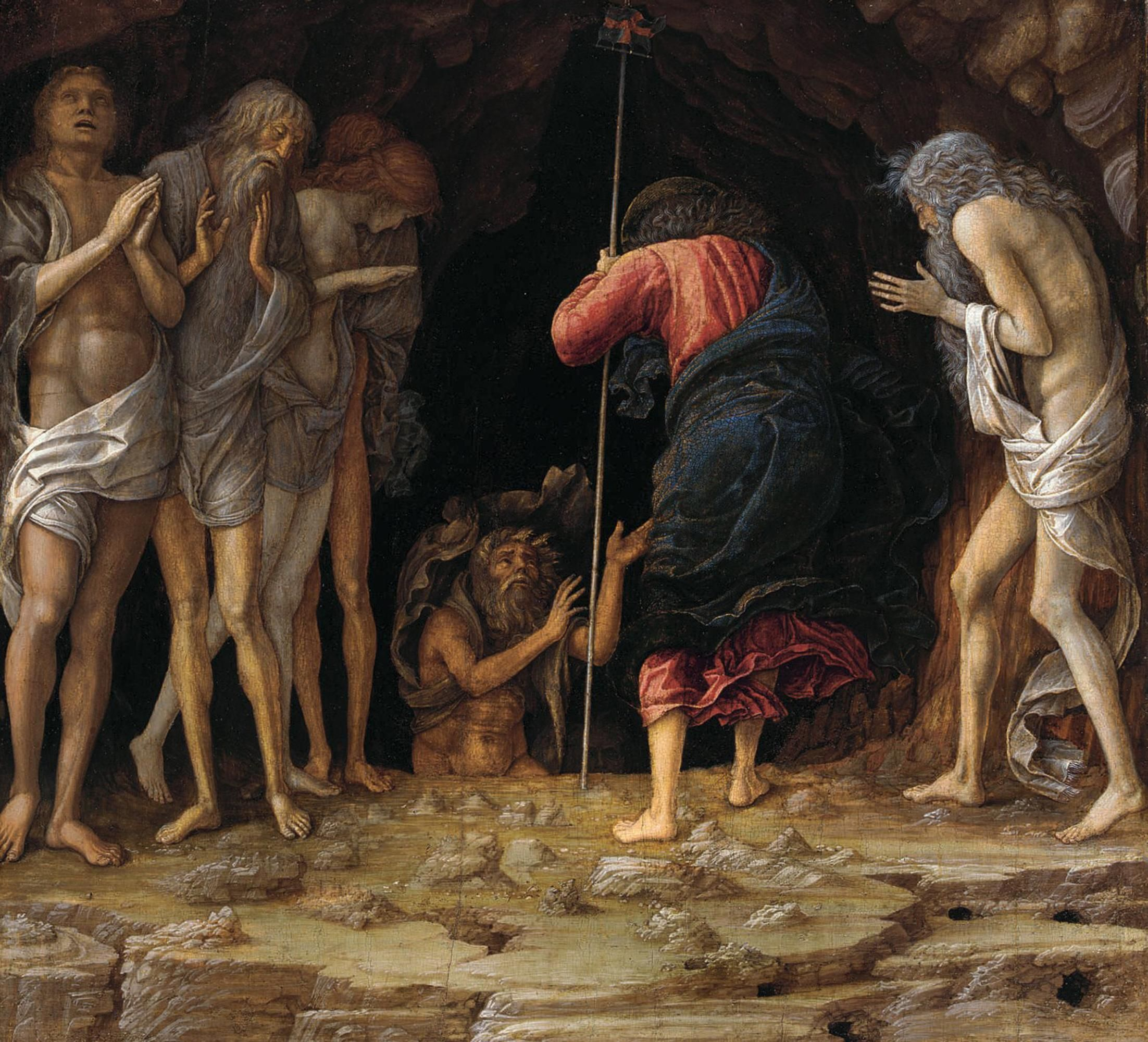
La Descente dans les limbes

La descente aux Enfers (lat. Descensus Christi ad Inferos) est une tradition qui concerne les deux nuits pendant lesquelles le corps de Jésus-Christ était dans la tombe.
Dans son premier discours de la Pentecôte, l'apôtre Pierre avait dit que le Christ a été dans l'Hadès :
Actes 2:31 : « c'est la résurrection du Christ qu'il a prévue et annoncée, en disant qu'il ne serait pas abandonné dans le séjour des morts et que sa chair ne verrait pas la corruption ». (Louis Segond 1910)
Aussi, le Symbole des apôtres raconte que le Christ « a souffert sous Ponce Pilate, a été crucifié, est mort, a été enseveli, est descendu aux enfers ».
L'idée d'un voyage par le Christ à travers le monde souterrain s'est développée plus tard, par l'intermédiaire des légendes chrétiennes, de l'art et de la littérature et par la tradition scolastique qui se fonde ici sur la première épître de Pierre, laquelle indique que Jésus « est allé prêcher aux esprits en prison » (3:19) soit sa visite au  limbe des patriarches.
Dans l'Église orthodoxe, cette expression sert aussi à nommer des représentations de la résurrection dans lesquelles, souvent, le Christ est au centre, avec à gauche et à droite des tombes d'où sortent des morts ; il tire en général Adam par la main pour l'extraire de son tombeau,.

## Représentation dans les arts

### Dans la littérature
- par Dante Alighieri : La Divine Comédie, l'Enfer, Chant VIII (1303-1304)

### Dans la peinture et la gravure
- par Andrea Mantegna : La Descente dans les limbes
- par Andrea di Bonaiuto da Firenze (1343-1377)
- par Benvenuto di Giovanni del Guasta (1491)
- par Hans Raphon (1499)
- par Albrecht Dürer (1471-1528)
- par Gerolamo di Romano dit Il Romanino (1533-1534)
- par Domenico Beccafumi, Pinacothèque nationale de Sienne
- par Andreï Roublev (?) (1408-1410), Galerie Tretiakov
- par Dionisius (?) (1502-1503), Musée russe